# 57. National Hockey League All-Star Game
Das 57. National Hockey League All-Star Game fand am 25. Januar 2009 im Centre Bell im kanadischen Montreal in der Provinz Québec statt.
Anlässlich ihres 100-jährigen Bestehens waren die Montréal Canadiens Ausrichter des Spiels. Die Übertragungsrechte am Spiel hielten im TV-Netz der Vereinigten Staaten Versus und im kanadischen CBC sowie RDS für den französischsprachigen Teil Kanadas.
An der Veranstaltung nahmen die besten Spieler der National Hockey League teil. In einer weltweiten Abstimmung über das Internet wurden die Startformationen der Western Conference und der Eastern Conference bestimmt, während die restlichen Plätze im Kader von der NHL vergeben wurden. Dabei soll von jeder der 30 Mannschaften der Liga mindestens ein Spieler am All-Star Game teilnehmen.
Die Trainer der beiden All-Star-Mannschaften standen am 10. Januar 2009 offiziell fest. Die Cheftrainer der Mannschaften waren die Trainer des in der jeweiligen Conference führenden Teams. Vorzeitig stand bereits Claude Julien als Trainer der Eastern Conference fest, da die von ihm betreuten Boston Bruins schon mehrere Tage vor dem Stichtag nicht mehr von der Spitzenposition im Osten verdrängt werden konnten. Im Westen belegte Todd McLellan mit seinen San Jose Sharks den ersten Platz und war somit Cheftrainer der Western Conference. Ihm zur Seite stand Mike Babcock von den Detroit Red Wings, die auf dem zweiten Rang lagen. Beide arbeiteten bereits bis zum Sommer 2008 in Detroit zusammen, als McLellan drei Jahre lang Assistenztrainer von Babcock war.

## Fan-Wahl der Startformation
Die Spieler der Startformationen, der Eastern Conference und der Western Conference konnten vom 12. November 2008 bis zum 2. Januar 2009 im Internet auf der offiziellen Webseite der National Hockey League oder via SMS mit dem Mobiltelefon gewählt werden. Dabei konnte jeder Fan beliebig oft abstimmen. Am 3. Januar 2009 gab Jean Béliveau, der als Spieler mit den gastgebenden Montréal Canadiens zehn Mal den Stanley Cup gewann und Mitglied der Hockey Hall of Fame ist, die Startformation beider Mannschaften bekannt.
Der zum All-Star Game 2000 aufgestellte Rekord von Jaromír Jágr, der damals 1.020.736 Stimmen erhalten hatte, wurde von allen Spielern, die in die Startformation der Eastern Conference gewählt wurden, sowie von weiteren fünf übertroffen. Sidney Crosby von den Pittsburgh Penguins stellte mit 1.713.021 Stimmen den neuen Rekord auf. Im Westen der Liga konnte jedoch keiner die Marke von Jágr erreichen. Patrick Kane von den Chicago Blackhawks wählten in der Western Conference die meisten Fans mit 917.551 Stimmen.
Beide Startformationen wurden ausschließlich von vier Mannschaften der NHL gestellt. Neben Crosby wurde mit Jewgeni Malkin ein weiteres Mitglied der Pittsburgh Penguins in die Mannschaft der Eastern Conference gewählt. Ergänzt wurden beide durch Carey Price, Mike Komisarek, Andrei Markow und Alexei Kowaljow von den Montréal Canadiens. Im Westen waren neben Patrick Kane auch Brian Campbell und Jonathan Toews Spieler der Chicago Blackhawks. Die weiteren drei Plätze nahmen Jean-Sébastien Giguère, Scott Niedermayer und Ryan Getzlaf von den Anaheim Ducks ein.

## Veranstaltungen
Begleitet wurde das NHL All-Star Game durch mehrere Veranstaltungen, die am Wochenende vom 23. bis 25. Januar 2009 stattfanden. Zentraler Punkt für die Fans war das NHL All-Star Jamboree, ein Fest mit Bezügen zum Eishockeysport und der NHL vor der Veranstaltungshalle Centre Bell. Zu den Höhepunkten zählten die Ausstellung der NHL-Trophäen aus der Hockey Hall of Fame, darunter auch der Stanley Cup. Die Besucher konnten Autogrammstunden von aktuellen und ehemaligen Spielern besuchen, ihre Eishockeyfähigkeiten in einem speziellen Areal testen und die Maskottchen der NHL-Mannschaften treffen. Zudem gab es eine Sammelkarten- und Souvenir-Show. Am 24. Januar gab die kanadische Band Hedley ein Konzert im Rahmen des All-Star Jamboree. Im Centre Bell trat der Cirque Éloize mit einer Vorführung aus Akrobatik und Musik am 25. Januar im Vorprogramm des All-Star Game auf und in den Drittelpausen spielte die Band Simple Plan sowie die Sängerin Marie-Mai.
Neben dem Aufeinandertreffen der besten Spieler der Liga im All-Star Game, maßen sie sich bereits am 24. Januar in der SuperSkills Competition. Die Spieler mussten dabei ihre Fähigkeiten auf unterschiedlichen Gebieten, wie Schnelligkeit und Schussstärke, unter Beweis stellen. Eines der Highlights der SuperSkills Competition war ein Shootout-Wettbewerb, bei dem der Schütze auf möglichst kreative und spektakuläre Weise Tore schießen sollte. Im Rahmen dieser Veranstaltung trafen im YoungStars Game die besten Spieler aus dem ersten Profijahr (Rookies) auf die besten Spieler, die sich in ihrer zweiten NHL-Saison befanden (Sophomores).
Am 25. Januar beschloss das All-Star Game schließlich das Wochenende.

## Mannschaften
| #           | Land               | Spieler              | Pos.             | Team                |
| Torhüter    |                    |                      |                  |                     |
| 31          | Kanada             | Carey Price          | Carey Price      | Montréal Canadiens  |
| 35          | Schweden           | Henrik Lundqvist     | Henrik Lundqvist | New York Rangers    |
| 30          | Vereinigte Staaten | Tim Thomas           | Tim Thomas       | Boston Bruins       |
| Verteidiger |                    |                      |                  |                     |
| 79          | Russland           | Andrei Markow        | Andrei Markow    | Montréal Canadiens  |
| 44          | Vereinigte Staaten | Mike Komisarek       | Mike Komisarek   | Montréal Canadiens  |
| 3           | Kanada             | Jay Bouwmeester      | Jay Bouwmeester  | Florida Panthers    |
| 33          | Slowakei           | Zdeno Chára          | Zdeno Chára      | Boston Bruins       |
| 15          | Tschechien         | Tomáš Kaberle        | Tomáš Kaberle    | Toronto Maple Leafs |
| 2           | Schweiz            | Mark Streit          | Mark Streit      | New York Islanders  |
| Angreifer   |                    |                      |                  |                     |
| –           | Kanada             | Sidney Crosby3       | C                | Pittsburgh Penguins |
| 71          | Russland           | Jewgeni Malkin       | C                | Pittsburgh Penguins |
| 27          | Russland           | Alexei Kowaljow – C  | RW               | Montréal Canadiens  |
| 4           | Kanada             | Vincent Lecavalier3  | C                | Tampa Bay Lightning |
| 7           | Kanada             | Jeff Carter          | C                | Philadelphia Flyers |
| 51          | Kanada             | Dany Heatley         | LW               | Ottawa Senators     |
| 17          | Russland           | Ilja Kowaltschuk     | LW               | Atlanta Thrashers   |
| 8           | Russland           | Alexander Owetschkin | LW               | Washington Capitals |
| 9           | Vereinigte Staaten | Zach Parise          | LW               | New Jersey Devils   |
| 26          | Kanada             | Martin St. Louis3    | RW               | Tampa Bay Lightning |
| 91          | Kanada             | Marc Savard          | C                | Boston Bruins       |
| 12          | Kanada             | Eric Staal           | C                | Carolina Hurricanes |
| 20          | Osterreich         | Thomas Vanek         | LW               | Buffalo Sabres      |

| #           | Land               | Spieler                | Pos.                   | Team                  |
| Torhüter    |                    |                        |                        |                       |
| 35          | Kanada             | Jean-Sébastien Giguère | Jean-Sébastien Giguère | Anaheim Ducks         |
| 32          | Finnland           | Niklas Bäckström       | Niklas Bäckström       | Minnesota Wild        |
| 1           | Kanada             | Roberto Luongo         | Roberto Luongo         | Vancouver Canucks     |
| Verteidiger |                    |                        |                        |                       |
| 51          | Kanada             | Brian Campbell         | Brian Campbell         | Chicago Blackhawks    |
| 27          | Kanada             | Scott Niedermayer      | Scott Niedermayer      | Anaheim Ducks         |
| 22          | Kanada             | Dan Boyle              | Dan Boyle              | San Jose Sharks       |
| –           | Schweden           | Nicklas Lidström2      | Nicklas Lidström2      | Detroit Red Wings     |
| 3           | Kanada             | Stéphane Robidas2      | Stéphane Robidas2      | Dallas Stars          |
| 44          | Kanada             | Sheldon Souray         | Sheldon Souray         | Edmonton Oilers       |
| 6           | Kanada             | Shea Weber             | Shea Weber             | Nashville Predators   |
| Angreifer   |                    |                        |                        |                       |
| 88          | Vereinigte Staaten | Patrick Kane           | RW                     | Chicago Blackhawks    |
| 19          | Kanada             | Jonathan Toews         | C                      | Chicago Blackhawks    |
| 15          | Kanada             | Ryan Getzlaf           | C                      | Anaheim Ducks         |
| 24          | Vereinigte Staaten | Dustin Brown           | LW                     | Los Angeles Kings     |
| –           | Russland           | Pawel Dazjuk1          | C                      | Detroit Red Wings     |
| 18          | Kanada             | Shane Doan             | RW                     | Phoenix Coyotes       |
| 23          | Tschechien         | Milan Hejduk           | RW                     | Colorado Avalanche    |
| 12          | Kanada             | Jarome Iginla          | RW                     | Calgary Flames        |
| 10          | Kanada             | Patrick Marleau1       | C                      | San Jose Sharks       |
| 9           | Vereinigte Staaten | Mike Modano            | C                      | Dallas Stars          |
| 61          | Kanada             | Rick Nash              | LW                     | Columbus Blue Jackets |
| 97          | Kanada             | Joe Thornton – C       | C                      | San Jose Sharks       |
| 7           | Vereinigte Staaten | Keith Tkachuk          | C                      | St. Louis Blues       |

- Fett: Spieler in der Startformation
- G = Torhüter; D = Verteidiger; C = Center; LW/RW = Flügelspieler
- 1 Pawel Dazjuk konnte aufgrund einer Verletzung nicht am Spiel teilnehmen. Für ihn wurde Patrick Marleau nachnominiert.
- 2 Nicklas Lidström konnte aufgrund einer Verletzung nicht am Spiel teilnehmen. Für ihn wurde Stéphane Robidas nachnominiert.
- 3 Sidney Crosby konnte aufgrund einer Verletzung nicht am Spiel teilnehmen. Für ihn wurde Martin St. Louis nachnominiert. Crosby wurde in der Startformation durch Vincent Lecavalier ersetzt.

## Kontroverse um Spielabsage
Vor dem All-Star Game gaben Sidney Crosby von den Pittsburgh Penguins sowie Pawel Dazjuk und Nicklas Lidström von den Detroit Red Wings bekannt, dass sie wegen Verletzungen nicht teilnehmen können. Die NHL stellte daraufhin eine neue Regelung auf, dass Spieler, die in die All-Star-Mannschaften berufen aber wegen Verletzungen nicht spielen können, trotzdem zum Spiel erscheinen müssen, um an Veranstaltungen, wie Autogrammstunden oder Interviews, teilzunehmen. Wer gegen diese Regel verstößt, muss das erste Ligaspiel nach dem All-Star Game aussetzen. Während Crosby nach Montreal reiste, blieben Dazjuk und Lidström der Veranstaltung fern und fehlten somit wenige Tage später im nächsten Spiel der Detroit Red Wings.

## SuperSkills Competition
In der SuperSkills Competition, die am Vortag des All-Star Game stattfand, mussten die Spieler ihre Fähigkeiten in den unterschiedlichen Gebieten Schnelligkeit, Kreativität, Präzision und Schusshärte unter Beweis stellen. Den Abschluss machte ein Ausscheidungswettbewerb im Shootout. Im Vorfeld der Veranstaltung wurde aber eine Änderung des Formats im Vergleich zu den vorherigen Jahren vorgenommen. Anstatt die All-Star-Mannschaften des Ostens und des Westens in den einzelnen Wettbewerben gegeneinander antreten zu lassen und somit einen Gesamtsieger der SuperSkills Competition auszutragen, traten nur noch die Spieler untereinander an. Der Gewinner des jeweiligen Wettbewerbs erhielt eine Kristall-Trophäe. Bisher musste jeder Spieler in mindestens einem Wettbewerb teilnehmen, auch wenn er in keinem dieser Wettbewerbe zu den Spezialisten gehörte.
Im ersten Wettkampf mussten sechs Spieler, darunter zwei Teilnehmer des YoungStars-Game, ihre Schnelligkeit beweisen, als sie entlang der Bande einmal die Spielfläche umrunden mussten.
Fortgesetzt wurde die SuperSkills Competition mit der Breakaway Challenge, einem Shootout-Wettbewerb bei dem sechs Spieler ihre Kreativität beim Toreschießen unter Beweis stellen mussten. Jeder Schütze hat eine Minute Zeit, in der er beliebig viele Versuche nutzen konnte auf möglichst originelle Weise den Torhüter zu überwinden. Wurde im Jahr zuvor der Sieger durch eine vierköpfige Jury aus Prominenten der Sport- und Unterhaltungswelt bestimmt, so entscheiden 2009 die Fans per SMS, wer der kreativste Teilnehmer dieses Wettbewerbs war.
Der dritte Wettkampf entschied, wer der präziseste Schütze der All-Star-Spieler war. An den Torpfosten waren vier Scheiben angebracht, die der Schütze in möglichst wenig Versuchen treffen musste. Danach folgte die Konkurrenz um den härtesten Schuss, als die Spieler auf das leere Tor schossen und die Geschwindigkeit des Pucks gemessen wurde.
Der abschließende Wettbewerb war ein Ausscheidungs-Shootout an dem alle 36 Feldspieler und die sechs Torhüter teilnahmen. Der Schütze lief alleine auf den Torhüter zu und musste versuchen ein Tor zu schießen. Traf der Schütze, erreichte er die nächste Runde, anderenfalls schied er aus. Der Shootout wurde so lange fortgesetzt, bis nur noch ein Spieler übrig blieb.

### Sieger
Andrew Cogliano, der im YoungStars Game für die Sophomores antrat, gewann den Wettbewerb des schnellsten Läufers. In der Breakaway Challenge konnte Alexander Owetschkin die Stimmen der Fans für sich gewinnen, als er mit zwei Schlägern sowie einem Cowboy-Hut antrat und für seine Kreativität 42,8 Prozent der Stimmen erhielt. Im Wettbewerb um die beste Schussgenauigkeit brauchten Jewgeni Malkin und Dany Heatley keinen Fehlversuch um die vier Zielscheiben zu treffen. In einem Entscheidungsdurchgang war schließlich Malkin mit drei von vier getroffenen Zielen gegenüber Heatley siegreich, der nur zwei Mal traf. Zdeno Chára war im dritten Jahr in Folge der Spieler mit dem härtesten Schuss und brach zudem mit 105,4 Meilen pro Stunde den Rekord von Al Iafrate, dem 16 Jahre zuvor ein Schuss mit einer Geschwindigkeit von 105,2 Meilen pro Stunde gelungen war. Der abschließende Ausscheidungs-Shootout wurde nach sieben Runden entschieden und Shane Doan, der am Ende nur noch Marc Savard als Konkurrenten hatte, gewann den Wettbewerb.
| Wettbewerb           | Gewinner             |
| Schnellster Läufer   | Andrew Cogliano      |
| Breakaway Challenge  | Alexander Owetschkin |
| Schussgenauigkeit    | Jewgeni Malkin       |
| Härtester Schuss     | Zdeno Chára          |
| Elimination Shootout | Shane Doan           |

## All-Star Game
Die Eastern Conference konnte das All-Star Game im zweiten Jahr in Folge gewinnen und schlug die Western Conference mit 12–11 nach Penaltyschießen. Bereits nach dem ersten Drittel lag der Osten der Liga mit 4–2 in Führung und erhöhte kurz nach Beginn des zweiten Spielabschnitts sogar um zwei weitere Tore. Ihnen gelang zwar noch ein weiterer Treffer, doch die Western Conference hatte das Spiel bereits zur Mitte des zweiten Drittels mit 7–7 ausgeglichen. Alexei Kowaljow gelang zwar noch der erneute Führungstreffer, dem allerdings der Ausgleich durch Jarome Iginla folgte, sodass beide Mannschaften bei einem Spielstand von 8–8 in die zweite Pause gingen. Kurz nach Beginn des letzten Drittels ging die Western Conference in Führung, doch die Mannschaft der Eastern Conference glich das Spiel wenig später aus. Noch zwei weitere Male übernahm der Westen die Führung, der Osten antwortete aber jedes Mal mit dem Ausgleichstreffer, sodass es nach 60 Minuten 11–11 stand. In der folgenden fünfminütigen Verlängerung fiel kein Treffer, sodass die Entscheidung im Penaltyschießen gesucht wurde. Nachdem jeweils der erste Schütze beider Mannschaften vergeben hatte, traf Alexei Kowaljow zur Führung für den Osten. Als Rick Nash für die Western Conference daraufhin vergab, entschied Alexander Owetschkin als dritter und letzter Schütze für die Eastern Conference den Shootout mit seinem Treffer zum uneinholbaren 2–0.
Alexei Kowaljow erhielt nach dem Spiel die Auszeichnung als wertvollster Spieler des All-Star Game, die er sich durch zwei Tore und eine Vorlage sowie dem entscheidenden Treffer im Penaltyschießen verdient hatte.
| 25. Januar 2009 18:30 Uhr |                                                      | |                              |
| Eastern Conference | 12–11 (4-2, 4-6, 3-3, 0-0, 1-0) nach Penaltyschießen | Western Conference | Centre Bell Montreal, Québec |
| A. Owetschkin (M. Savard) (6:26) E. Staal (J. Bouwmeester, A. Kowaljow) (9:30) A. Kowaljow (T. Kaberle) (16:34) A. Markow (A. Owetschkin, M. Savard) (19:23) M. St. Louis (T. Kaberle) (21:21) Z. Parise (M. St. Louis, M. Streit) (22:11) J. Malkin (27:45) A. Kowaljow (33:35) D. Heatley (M. Savard) (42:17) M. St. Louis (M. Streit, J. Bouwmeester) (53:19) J. Bouwmeester (A. Owetschkin) (56:21) A. Kowaljow (SO) |                                                      | K. Tkachuk (R. Nash, M. Hejduk) (1:16) Patrick Marleau (J. Thornton, S. Niedermayer) (19:48) S. Souray (M. Hejduk) (23:29) D. Boyle (S. Doan, B. Campbell) (25:14) Rick Nash (28:27) Milan Hejduk (D. Boyle, R. Nash) (29:02) S. Souray (J. Thornton, P. Marleau) (30:34) J. Iginla (J. Thornton, P. Marleau) (36:46) S. Doan (M. Modano, D. Brown) (40:32) J. Toews (P. Kane, S. Souray) (42:32) P. Kane (R. Getzlaf) (55:19) | Centre Bell Montreal, Québec |

## YoungStars Game
Nachdem das Format des YoungStars Game 2008 erstmals seit seiner Premiere 2002 eine Änderung erlebte, wurde das Format 2009 erneut geändert. Bisher traten die besten Profis unter 23 Jahren in einem Vergleich der Eastern und der Western Conference gegeneinander an.
Das Ost/West-Format wurde 2009 verworfen und stattdessen trafen die besten Rookies (Spieler im ersten Profijahr) auf die besten Sophomores (Spieler im zweiten Profijahr) in einem 3-gegen-3-Vergleich über drei Drittel à sechs Minuten aufeinander.
Die Mannschaften wurden von Luc Robitaille und Pete Mahovlich betreut, die als Trainer ehrenhalber ernannt wurden.
Zum MVP wurde Blake Wheeler aus der Mannschaft der Rookies gewählt, der vier Treffer erzielte.
| #           | Land               | Spieler         | Pos.         | Team                  |
| Torhüter    |                    |                 |              |                       |
| –           | Kanada             | Steve Mason1    | Steve Mason1 | Columbus Blue Jackets |
| 35          | Finnland           | Pekka Rinne1    | Pekka Rinne1 | Nashville Predators   |
| Verteidiger |                    |                 |              |                       |
| 8           | Kanada             | Drew Doughty    | Drew Doughty | Los Angeles Kings     |
| 2           | Kanada             | Luke Schenn     | Luke Schenn  | Toronto Maple Leafs   |
| Angreifer   |                    |                 |              |                       |
| 21          | Schweden           | Patrik Berglund | C            | St. Louis Blues       |
| 19          | Danemark           | Mikkel Bødker   | LW           | Phoenix Coyotes       |
| 67          | Tschechien         | Michael Frolík  | C            | Florida Panthers      |
| 18          | Kanada             | James Neal      | LW           | Dallas Stars          |
| 91          | Kanada             | Steven Stamkos  | C            | Tampa Bay Lightning   |
| 32          | Kanada             | Kris Versteeg   | RW           | Chicago Blackhawks    |
| 26          | Vereinigte Staaten | Blake Wheeler   | RW           | Boston Bruins         |

| #           | Land               | Spieler            | Pos.          | Team                |
| Torhüter    |                    |                    |               |                     |
| –           | Schweden           | Erik Ersberg2      | Erik Ersberg2 | Los Angeles Kings   |
| 31          | Kanada             | Carey Price2       | Carey Price2  | Montréal Canadiens  |
| Verteidiger |                    |                    |               |                     |
| 58          | Kanada             | Kris Letang        | Kris Letang   | Pittsburgh Penguins |
| 18          | Kanada             | Marc Staal         | Marc Staal    | New York Rangers    |
| Angreifer   |                    |                    |               |                     |
| –           | Schweden           | Nicklas Bäckström3 | C             | Washington Capitals |
| 36          | Kanada             | Dave Bolland4      | C             | Chicago Blackhawks  |
| 13          | Kanada             | Andrew Cogliano    | C             | Edmonton Oilers     |
| 17          | Vereinigte Staaten | Brandon Dubinsky   | C             | New York Rangers    |
| 10          | Kanada             | Bryan Little       | C             | Atlanta Thrashers   |
| –           | Kanada             | Milan Lucic4       | LW            | Boston Bruins       |
| 57          | Kanada             | David Perron3      | LW            | St. Louis Blues     |
| 21          | Kanada             | Mason Raymond      | LW            | Vancouver Canucks   |
| 16          | Kanada             | Devin Setoguchi    | RW            | San Jose Sharks     |

- Fett: Spieler in der Startformation
- G = Torhüter; D = Verteidiger; C = Center; LW/RW = Flügelspieler
- 1 Steve Mason konnte aufgrund einer Verletzung nicht am Spiel teilnehmen. Für ihn wurde Pekka Rinne nachnominiert.
- 2 Erik Ersberg konnte aufgrund einer Verletzung nicht am Spiel teilnehmen. Für ihn wurde Carey Price nachnominiert.
- 3 Nicklas Bäckström nahm aus persönlichen Gründen nicht am Spiel teil. Für ihn wurde David Perron nachnominiert.
- 4 Milan Lucic konnte aufgrund einer Verletzung nicht am Spiel teilnehmen. Für ihn wurde Dave Bolland nachnominiert.

### Resultat
| 24. Januar 2009 |                     |                                                                                      |                              |
| Rookies | 9–5 (3-1, 4-3, 2-1) | Sophomores                                                                           | Centre Bell Montreal, Québec |
| 1–0 Patrik Berglund 2–1 Blake Wheeler 3–1 Steven Stamkos 4–1 Blake Wheeler 5–3 Blake Wheeler 6–3 Luke Schenn 7–4 Steven Stamkos 8–4 Blake Wheeler 9–5 Drew Doughty |                     | 1–1 Dave Bolland 4–2 Marc Staal 4–3 Mason Raymond 6–4 Marc Staal 8–5 Devin Setoguchi | Centre Bell Montreal, Québec |